# Han Brunner
Henri Gerrit „Han“ Brunner (* 18. Oktober 1956 in Rotterdam) ist ein niederländischer Human- und Molekulargenetiker. Er ist Professor für Medizinische Genetik an der Medizinischen Fakultät der Radboud-Universität Nijmegen und Leiter der Abteilung Humangenetik.

## Leben
Han G. Brunner studierte Medizin an der Universität Groningen (Abschluss in Medizinischer Genetik 1988) und an der Universität Nijmegen, an der er 1993 in Humangenetik promoviert wurde (Genetic Studies in Myotonic Dystrophy). Ab 1998 erhielt er eine volle Professur in Nijmegen und leitete dort die Abteilung Humangenetik am Universitätskrankenhaus. 2004 bis 2008 stand er auch der übergeordneten Abteilung für Pädiatrie, Humangenetik und Medizinische Psychologie vor.
2016 erhielt er mit Joris Veltman den König-Faisal-Preis in Medizin für die Entwicklung von Next Generation Sequencing und deren Anwendung in der klinischen Praxis. Sie entwickelten neue Microarray-basierte DNA-Analysemethoden des menschlichen Genoms. Brunner befasste sich mit Erbkrankheiten in Zusammenhang mit menschlichem Verhalten und Gehirnentwicklung, Muskel-Fehlfunktion (zum Beispiel Myotone Dystrophie, Thema seiner Dissertation) und Skelett-Fehlfunktion, Missbildungen, Keimdrüsen.
2012 wurde er zum ordentlichen Mitglied der Academia Europaea gewählt. 2013 wurde er Mitglied der Königlich Niederländischen Akademie der Wissenschaften. Er ist im Rat der niederländischen Gesellschaft für Humangenetik.
Er ist Mitherausgeber von  Journal of Medical Genetics, Clinical Genetics und Molecular Syndromology.